# 박달저수지
박달저수지는 경상북도 경주시 내남면 박달리에 위치한 대한민국의 저수지이다. 형산강의 지류인 이조천의 발원지이다. 시설 관리자는 경주시장, 한국농어촌공사이다.

## 같이 보기
- 내남면
- 박달로